# Siarkan
Siarkan (słow. Dračia hlava, niem. Drachenseeturm, węg. Sárkány-tavi-torony) – najwyższy (2260 m n.p.m.) i najwybitniejszy szczyt Siarkańskiej Grani (Dračí hrebeň) w Tatrach Wysokich – długiego grzbietu, który od Wysokiej odchodzi ku południowi i ciągnie się od Siarkańskiej Przełęczy aż po Złomiską Turnię włącznie, oddzielając Złomiską Zatokę od Dolinki Smoczej.
Siarkan ma dwa wierzchołki:
- północny Wielki Siarkan (Veľká Dračia hlava),
- południowy Mały Siarkan (Malá Dračia hlava).

Wierzchołki te rozdziela Przełączka w Siarkanie (Štrbina Dračiej hlavy), położona na wysokości 2250 m n.p.m. Z kolei od Złomiskiej Turni Mały Siarkan oddzielony jest Złomiską Przełączką.
Nazwa Siarkana jest związana z legendami o smoku w Tatrach (w gwarowym słowackim języku smok to šarkan).
Pierwsze wejście: Ernst Dubke i przewodnik Johann Franz (senior) w latach 1902–1904. Prawdopodobnie wchodzili południową granią, gdyż w 1907 zaobserwowano na niej szereg kopczyków. Według Witolda Henryka Paryskiego najłatwiejsze drogi na szczyt prowadzą wschodnim żebrem i z Przełączki w Siarkanie. Zimą na szczycie pierwsi byli Gyula Balla i Lajos Rokfalusy 10 grudnia 1911 r.

## Bibliografia

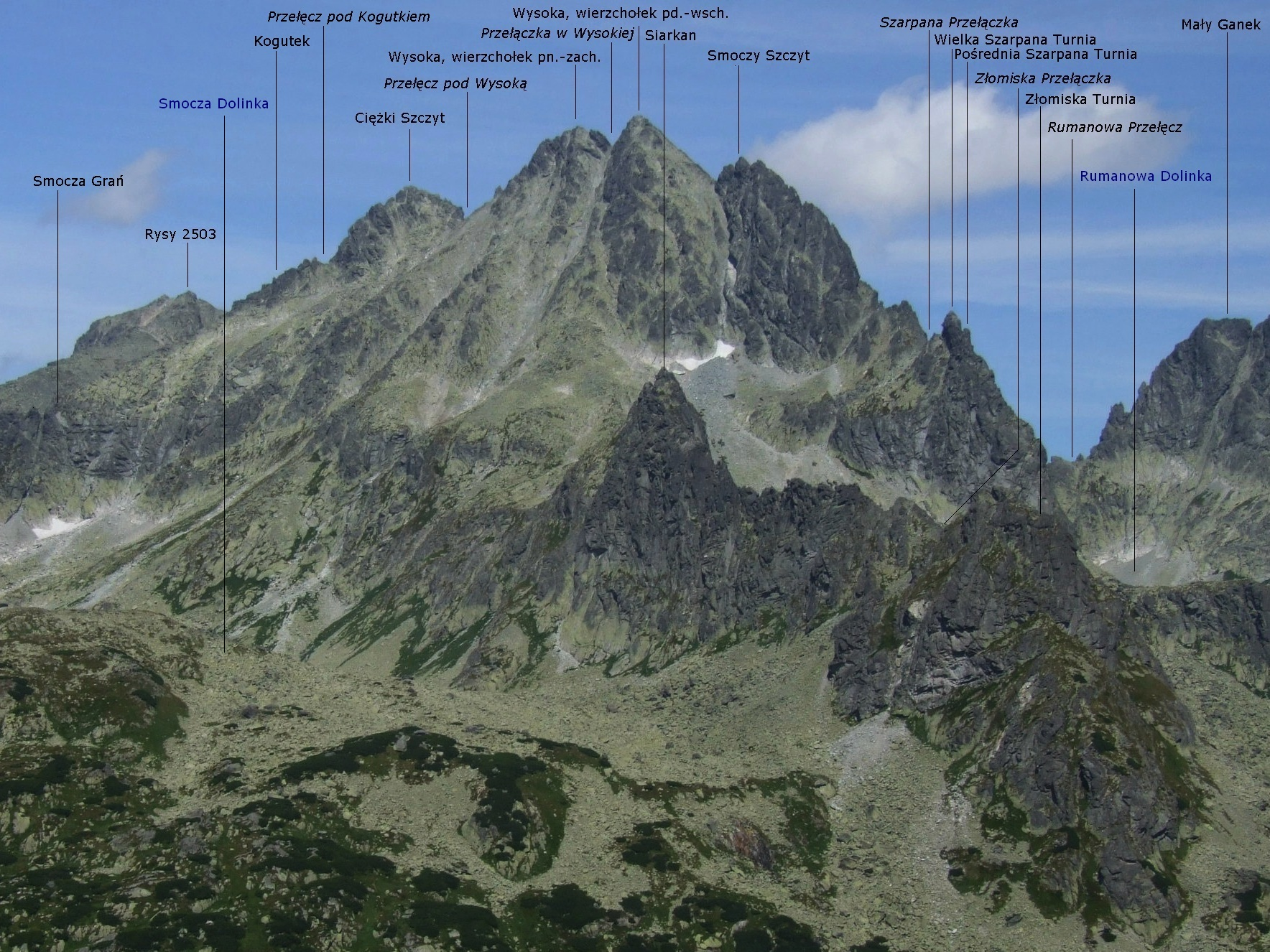
Siarkan na tle Wysokiej